# 川並秀雄
川並 秀雄（かわなみ ひでお、1901年〈明治34年〉4月9日 - 1984年〈昭和59年〉1月24日）は、日本の文学研究家。愛知県出身、関西大学卒業。
関西大学大学院でアメリカ・イギリス文学研究を納めた後、1959年（昭和34年）から1961年（昭和36年）にかけてアメリカ合衆国のロチェスター大学、ケンブリッジ大学で比較文学研究を納めた。
1964年（昭和39年）から1965年（昭和40年）まで、アメリカの大学で客員教授として教壇に立った。帰国後は関西大学、大阪商業大学、関西学院大学の講師を歴任。日本国内外で日本文学、特に石川啄木の生涯と文学についての講義を行なった。一方で啄木や有島武郎の研究家としても知られ、資料の発掘に貢献、啄木研究の最長老ともいわれた。1975年の「啄木祭」の講演では、啄木の関係者や研究者にかなり辛辣な内容の発言をおこなっている。
1984年、満82歳で死去。没後の1990年（平成2年）、約半世紀にわたって収集された啄木、有島、小林多喜二などの約4千点の研究資料が、夫人の希望により東京都目黒区の日本近代文学館に寄贈され、同館120番目のコレクション「川並秀雄文庫」として一括保存された。啄木の全集にも収録されていない資料、多喜二の未公開の小説などもあり、当時の同館館長であった小田切進は「超一級のコレクション」と評価した
。
主な著書に『啄木晩年の社会思想』、『啄木の作品と女性』、『石川啄木新研究』、『埴生の宿物語 漂泊の詩人ジョン・ハワード・ペインの生涯』などがある。